# ベン・ライブリー
エドワード・ベネット・ライブリー（Edward Bennett Lively, 1992年3月5日 - ）は、アメリカ合衆国フロリダ州ペンサコーラ出身のプロ野球選手（投手）。MLBのクリーブランド・ガーディアンズ所属。

## 経歴

### プロ入り前
2010年のMLBドラフト26巡目（全体780位）でクリーブランド・インディアンスから指名されたが、この時は契約せずにセントラルフロリダ大学へ進学した。

### プロ入りとレッズ傘下時代
2013年のMLBドラフト4巡目（全体135位）でシンシナティ・レッズから指名され、プロ入り。契約後、傘下のパイオニアリーグのルーキー級ビリングス・マスタングスでプロデビュー。A級デイトン・ドラゴンズでもプレーし、2球団合計で13試合に先発登板して0勝4敗、防御率0.88、56奪三振を記録した。
2014年はA+級ベーカーズフィールド・ブレイズとAA級ペンサコーラ・ブルーワフーズでプレーし、2球団合計で26試合に先発登板して13勝7敗、防御率3.04、171奪三振を記録した。

### フィリーズ時代
2014年12月31日にマーロン・バードとのトレードで、フィラデルフィア・フィリーズへ移籍した。
2015年は傘下のAA級レディング・ファイティン・フィルズでプレーし、25試合に先発登板して8勝7敗、防御率4.13、111奪三振を記録した。
2016年はAA級レディングとAAA級リーハイバレー・アイアンピッグスでプレーし、2球団合計で28試合に先発登板して18勝5敗、防御率2.69、139奪三振を記録した。
2017年は開幕をAAA級リーハイバレーで迎え、6月3日にメジャー初昇格を果たした。メジャーデビューとなった同日のサンフランシスコ・ジャイアンツ戦では、ジョニー・クエトと投げ合って7回1失点の投球で勝利投手となった。この年メジャーでは15試合に先発登板して4勝7敗、防御率4.26、52奪三振を記録した。
2018年9月3日にDFAとなった。

### ロイヤルズ時代
2018年9月5日にウェイバー公示を経てカンザスシティ・ロイヤルズへ移籍した。
2019年6月20日にDFAとなった。

### ダイヤモンドバックス傘下時代
2019年6月22日にウェイバー公示を経てアリゾナ・ダイヤモンドバックスへ移籍した。移籍後は傘下のAAA級リノ・エーシズでプレーしていたが、8月8日に自由契約となった。

### サムスン時代
2019年8月8日に、不振のため退団したデック・マクガイアの代役として、韓国プロ野球のサムスン・ライオンズと契約した。
2019年は4勝を記録した。
2020年は6勝を記録し、2021年も三星と再契約した。
2021年6月2日、肩の故障を理由にウェイバー公示を要請され、自由契約選手となった。

### レッズ復帰
2022年1月6日にレッズとマイナー契約を結んで、同年のスプリングトレーニングに招待選手として参加することになった（同日中に傘下のAAA級ルイビル・バッツに配属）。このシーズンはマイナーで18試合に先発登板し、2勝5敗で防御率4.09という成績を残した。
2023年もレッズとマイナー契約を結んだ。AAA級ルイビルでは開幕から5試合(4先発)の登板で4勝0敗、防御率2.33の好成績を収め、5月9日にアクティブ・ロースター入りした。同月11日のニューヨーク・メッツ戦でメジャーでは2017年シーズン以来となる白星を挙げた。

### ガーディアンズ時代
2023年12月12日にクリーブランド・ガーディアンズと1年契約を結んだ。

## 詳細情報

### 年度別投手成績
| 年 度    | 球 団    | 登 板 | 先 発 | 完 投 | 完 封 | 無 四 球 | 勝 利 | 敗 戦 | セ 丨 ブ | ホ 丨 ル ド | 勝 率 | 打 者 | 投 球 回 | 被 安 打 | 被 本 塁 打 | 与 四 球 | 敬 遠 | 与 死 球 | 奪 三 振 | 暴 投 | ボ 丨 ク | 失 点 | 自 責 点 | 防 御 率 | W H I P |
| -------- | -------- | ----- | ----- | ----- | ----- | -------- | ----- | ----- | -------- | ----------- | ----- | ----- | -------- | -------- | ----------- | -------- | ----- | -------- | -------- | ----- | -------- | ----- | -------- | -------- | ------- |
| 2017     | PHI      | 15    | 15    | 1     | 0     | 0        | 4     | 7     | 0        | 0           | .364  | 372   | 88.2     | 90       | 13          | 24       | 1     | 8        | 52       | 1     | 1        | 45    | 42       | 4.26     | 1.29    |
| 2018     | PHI      | 5     | 5     | 0     | 0     | 0        | 0     | 2     | 0        | 0           | .000  | 115   | 23.2     | 34       | 4           | 10       | 1     | 3        | 21       | 0     | 0        | 18    | 18       | 6.85     | 1.86    |
| 2018     | KC       | 5     | 0     | 0     | 0     | 0        | 0     | 1     | 0        | 0           | .000  | 30    | 6.2      | 7        | 0           | 5        | 0     | 0        | 5        | 0     | 0        | 1     | 1        | 1.35     | 1.80    |
| '18計    | KC       | 10    | 5     | 0     | 0     | 0        | 0     | 3     | 0        | 0           | .000  | 145   | 30.1     | 41       | 4           | 15       | 1     | 3        | 27       | 0     | 0        | 19    | 19       | 5.64     | 1.85    |
| 2019     | KC       | 1     | 0     | 0     | 0     | 0        | 0     | 0     | 0        | 0           | ----  | 6     | 1.0      | 3        | 1           | 0        | 0     | 0        | 1        | 0     | 0        | 3     | 3        | 27.00    | 3.00    |
| 2019     | サムスン | 9     | 9     | 1     | 1     | 0        | 4     | 4     | 0        | 0           | .500  | 236   | 57.0     | 51       | 4           | 13       | 0     | 5        | 58       | 0     | 0        | 26    | 25       | 3.95     | 1.12    |
| 2020     | サムスン | 21    | 21    | 0     | 0     | 0        | 6     | 7     | 0        | 0           | .462  | 478   | 112.0    | 98       | 11          | 39       | 0     | 12       | 95       | 2     | 0        | 54    | 53       | 4.26     | 1.22    |
| 2021     | サムスン | 6     | 6     | 0     | 0     | 0        | 0     | 1     | 0        | 0           | .000  | 140   | 33.1     | 23       | 4           | 13       | 0     | 5        | 38       | 0     | 0        | 16    | 15       | 4.05     | 1.08    |
| 2023     | CIN      | 19    | 12    | 0     | 0     | 0        | 4     | 7     | 0        | 0           | .364  | 383   | 88.2     | 26       | 20          | 25       | 0     | 3        | 79       | 1     | 0        | 53    | 53       | 5.38     | 1.36    |
| 2024     | CLE      | 29    | 29    | 0     | 0     | 0        | 13    | 10    | 0        | 0           | .565  | 632   | 151.0    | 139      | 23          | 49       | 0     | 5        | 118      | 2     | 1        | 67    | 64       | 3.81     | 1.25    |
| MLB：5年 | MLB：5年 | 74    | 61    | 1     | 0     | 0        | 21    | 27    | 0        | 0           | .438  | 1538  | 359.2    | 369      | 61          | 113      | 2     | 19       | 277      | 4     | 2        | 187   | 181      | 4.53     | 1.34    |
| KBO：3年 | KBO：3年 | 36    | 36    | 1     | 1     | 0        | 10    | 12    | 0        | 0           | .455  | 854   | 202.1    | 172      | 19          | 65       | 0     | 22       | 191      | 2     | 0        | 98    | 83       | 4.14     | 1.17    |

- 2024年度シーズン終了時

### 背番号
- 49（2017年）
- 19（2018年 - 同年途中）
- 48（2018年途中 - 2019年途中）
- 39（2019年途中 - 2021年途中、2024年 - ）
- 59（2023年）